# TOI-1338

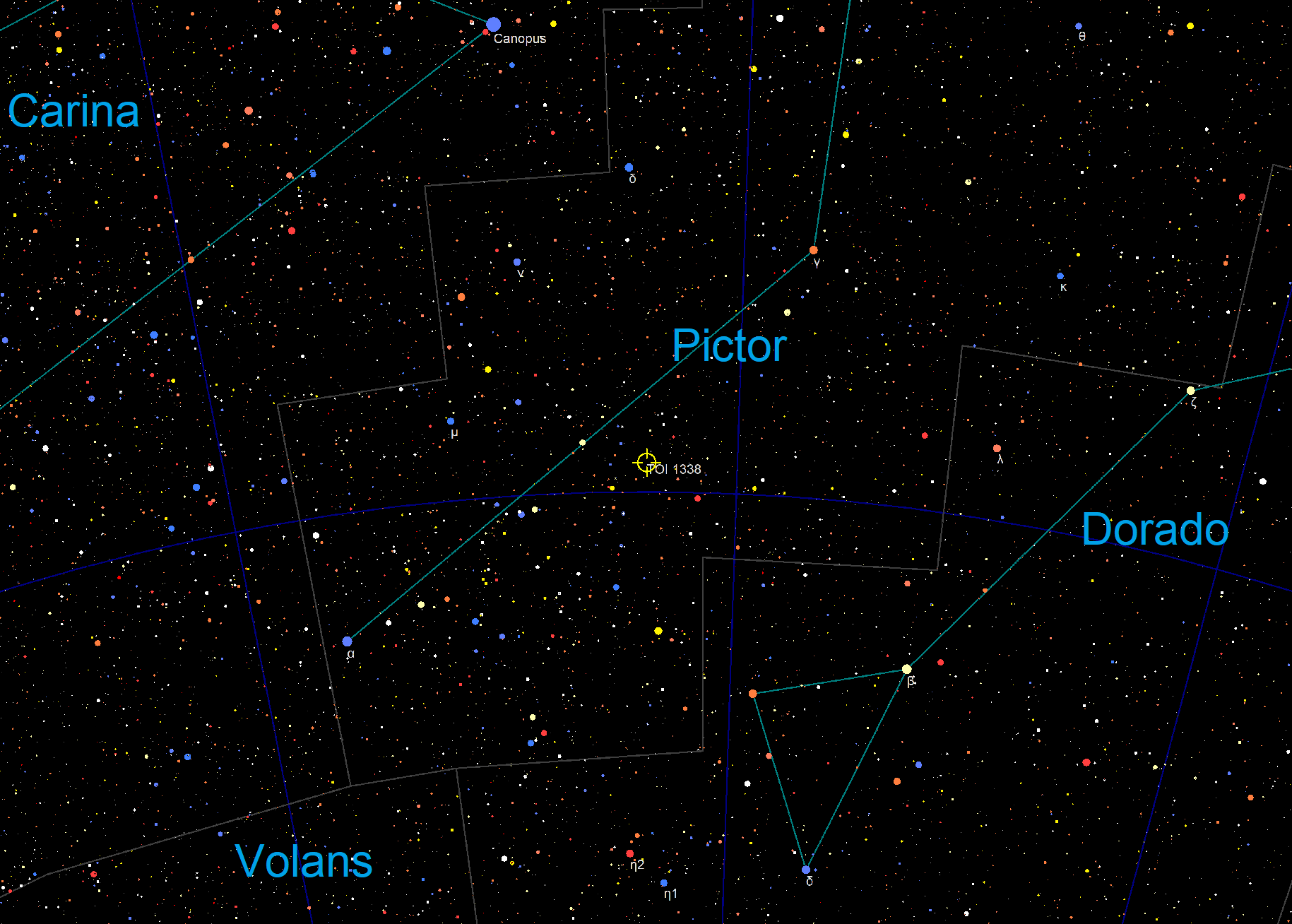
TOI-1338の位置

TOI-1338とは、地球からがか座の方向に約1,320光年離れた場所に位置する連星系である。TESSにより発見された周連星惑星のTOI-1338 bが周囲を公転していることが知られている。
| 太陽 | TOI-1338 A |
| ---- | ---------- |
| 太陽 | Exoplanet  |

| 太陽 | TOI-1338 B |
| ---- | ---------- |
| 太陽 | Exoplanet  |

## 名称と歴史
「TOI」とは、「TESS Objects of Interest」の略である。惑星TOI-1338 bは2019年の夏に、当時ニューヨークのスカースデイル高校に通っていた17歳のWolf Cukierによって発見された。彼はゴダード宇宙飛行センターに夏のインターンとして参加し、プラネットハンターズ市民科学プロジェクトのボランティアによって食連星としてフラグが立てられた光度曲線を調査した。Cukierと6人のプラネットハンターズのボランティアは、新たに発見された惑星に関する出版物の共著者である。Cukierは現在、宇宙物理学科の学部生としてプリンストン大学に通っている。
Cukierは惑星に名前を付ける機会を与えられなかった。2021年2月、惑星TOI-1338 bを「SOPHIE」と命名するよう求める嘆願書には、90,000を超える署名が寄せられた。嘆願書の主催者は、2021年1月30日に亡くなったミュージシャン兼音楽プロデューサーのソフィーに敬意を表そうとした。キャンペーンの著名な支持者には、チャーリー・XCXとキャロライン・ポラチェックが含まれていた。

## 連星
TOI-1338は、スペクトル分類がF8の恒星とMの恒星（赤色矮星）からなる単線分光連星系である。年齢は約44億年とされている。質量が1.13太陽質量と0.313太陽質量の2つの恒星は、14.6日ごとに互いの周囲を公転している。赤色矮星は、主星よりも約9等暗く、スペクトルでは検出できない。
2つの恒星の軌道は89.7°傾いており、明るさの変化は非常に小さいものの、主星と伴星の両方が観測できる。高温の主星が低温の伴星によって部分的に遮られた場合、これは約5時間続き、明るさは約4%低下する。低温の伴星が高温の主星によって遮られる場合、これも約5時間続くが、明るさの低下は0.5%未満である。

## 惑星系

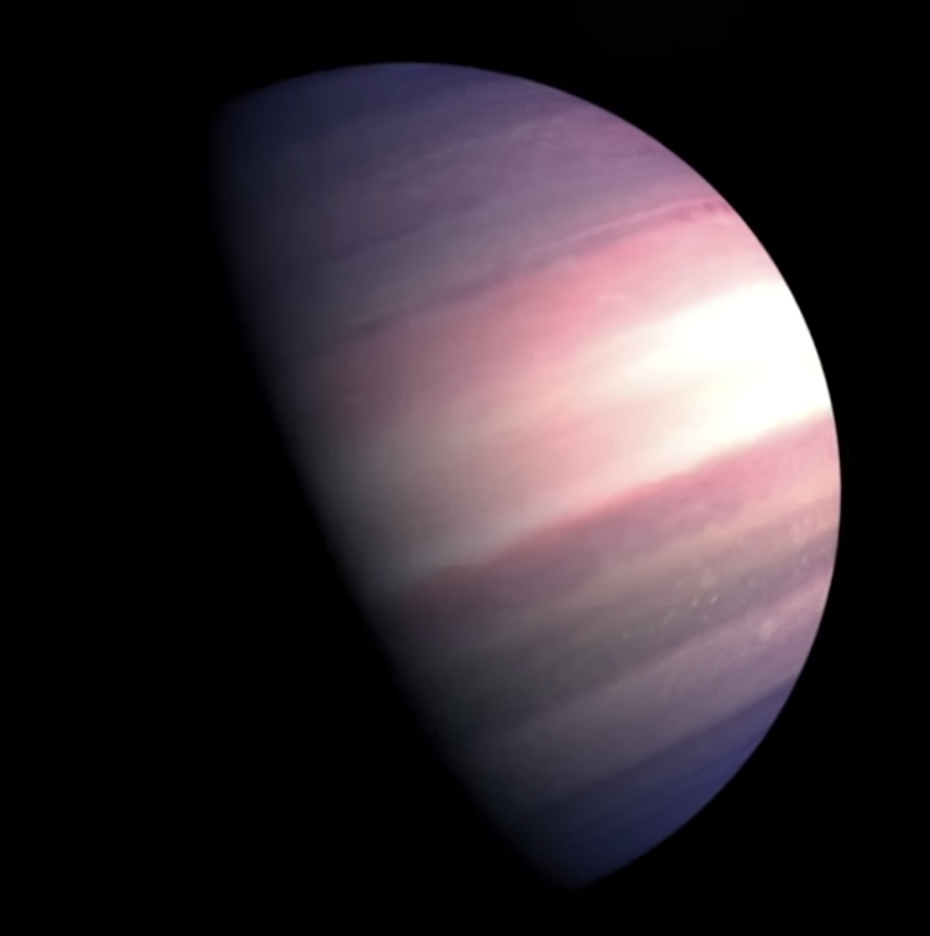
TOI-1338 bの想像図

太陽系外惑星 TOI-1338 b は、海王星と土星の中間の大きさを持ち、連星と同一平面内で~1°以内の軌道を持っている。主星の自転も、連星と惑星の軌道と一致する（赤道傾斜角 β = 2.8±17.1 °）。ロシター・マクローリン効果が周連星惑星を持つ恒星に対して測定されたのはこれが2回目である。ケプラー16は、このような測定を行った最初の惑星系であった。TOI-1338のアラインメントの測定は、惑星が単一の周連星円盤から形成されたことを示唆している。
2023年には、ドップラー分光法により2番目の周連星惑星 TOI-1338 c が発見された。この惑星は約215.5日の公転周期を持ち、高精度視線速度系外惑星探査装置（HARPS）とESPRESSOによって発見された。TOI-1338 cはドップラー分光法のみを用いて発見された最初の周連星惑星である。
| 名称 （恒星に近い順） | 質量         | 軌道長半径 （天文単位） | 公転周期 (日)       | 軌道離心率            | 軌道傾斜角        | 半径         |
| --------------------- | ------------ | ----------------------- | ------------------- | --------------------- | ----------------- | ------------ |
| b                     | 33.0±20.0 M⊕ | 0.4607+0.0084 −0.0088   | 95.174+0.031 −0.035 | 0.0880+0.0043 −0.0033 | 89.37+0.35 −0.26° | 6.85±0.19 R⊕ |
| c                     | 65.2±11.8 M⊕ | 0.794±0.016             | 215.5±3.3           | <0.16                 | —                 | —            |